# Gnadenbild Werl

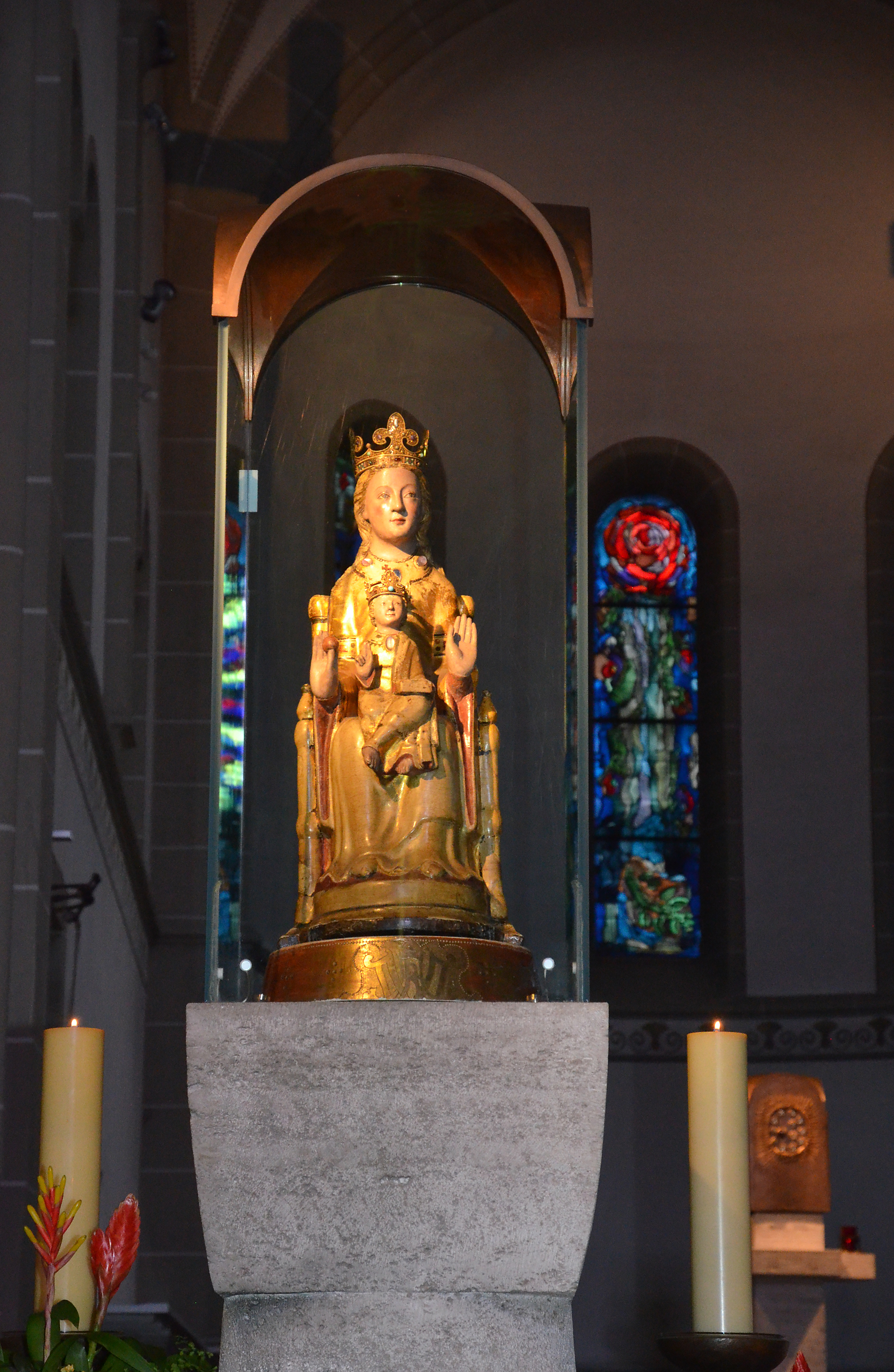
Gnadenbild

Das Gnadenbild ist eine plastische Darstellung Mariens. Es ist Mittelpunkt der Wallfahrtsbasilika Mariä Heimsuchung in Werl, im Erzbistum Paderborn (Nordrhein-Westfalen).

## Entstehung
Die Madonna mit Jesuskind, eine Ringpfostenstuhlmadonna, stammt aus dem zwölften Jahrhundert, nach dendrochronologischer Untersuchung circa 1170. Das Marienbild wurde aus Erlenholz, die Plinthe und das Jesuskind aus Eichenholz geschnitzt. Maria thront und ist gleichzeitig Thron für ihr Kind. Jahrzehntelang hielt sich die Überzeugung, die Figur sei auf der Insel Gotland entstanden. Es gibt dort zahlreiche Kirchen, in denen Ringpfostenstuhlmadonnen verehrt werden, die dem Werler Gnadenbild ähnlich sind. Das Westfälische Amt für Denkmalpflege nahm 1975 eine wissenschaftliche Untersuchung vor und kam zu dem Schluss, die Figur stamme aus dem Rheinland und sie sei im 13. oder 14. Jahrhundert schon einmal restauriert worden. Erstmals urkundlich belegt wurde das Gnadenbild 1351 in einem Lehensregister; es stand in einem Sakramentshaus der Wiesenkirche in Soest und wurde bei Grenzprozessionen mitgeführt. Nach der Reformation wurde es 1531 in einem Nebenraum der Wiesenkirche eingelagert.

## Beschreibung
Die Unterarme der sitzenden Maria liegen auf den Lehnen des Stuhls. In der rechten Hand hält sie einen Granatapfel, die Linke zeigt sie aufgerichtet dem Betrachter. Das Kind sitzt mit gekreuzten Beinen auf dem Schoß der Mutter. Es hält ein auf seinem linken Bein liegendes Buch am Buchrücken fest. Die rechte Hand hat es zum trinitarischen Segen erhoben. Die Körperhaltung der Mutter und des Kindes soll Erhabenheit und Heiligkeit ausdrücken. Das Zeigen des Granatapfels in der Hand der Mutter ist ein altes christliches Symbol für Tugend und Reinheit; dem entspricht auch die hoheitliche Gebärde des Kindes. Die gekreuzten Beine des Kindes haben ebenfalls symbolische Bedeutung, es handelt sich um die Haltung eines barmherzigen, weisen Richters. Die gesamte Darstellung zeigt eine strenge Monumentalität; sie äußert sich in Symmetrie, Aufbau und Geschlossenheit. Maria ist die Himmelskönigin auf dem Thron und Christus der Weltenherrscher.

## Überführung von Soest nach Werl

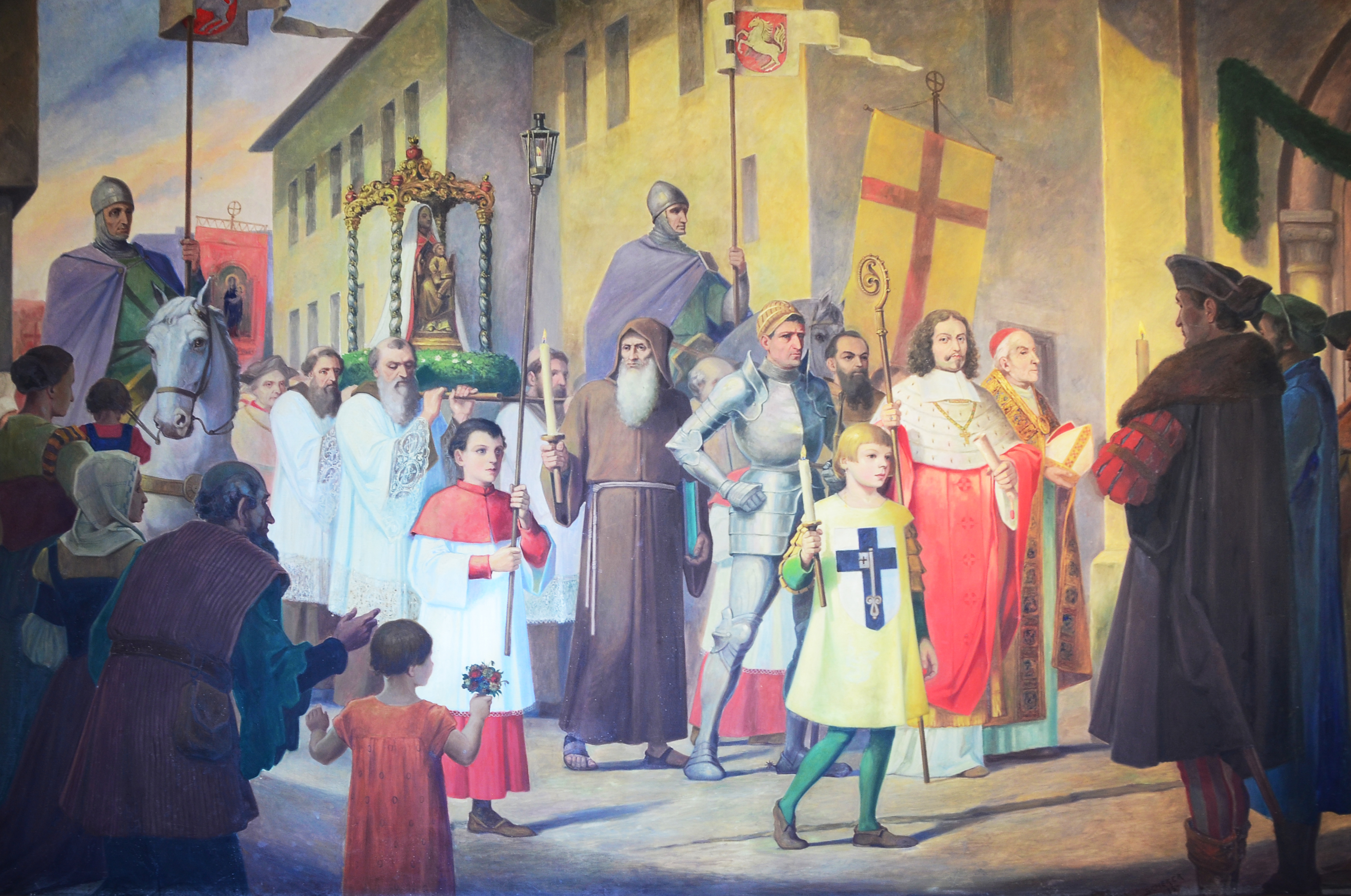
Überführung von Soest nach Werl und dann die Übergabe

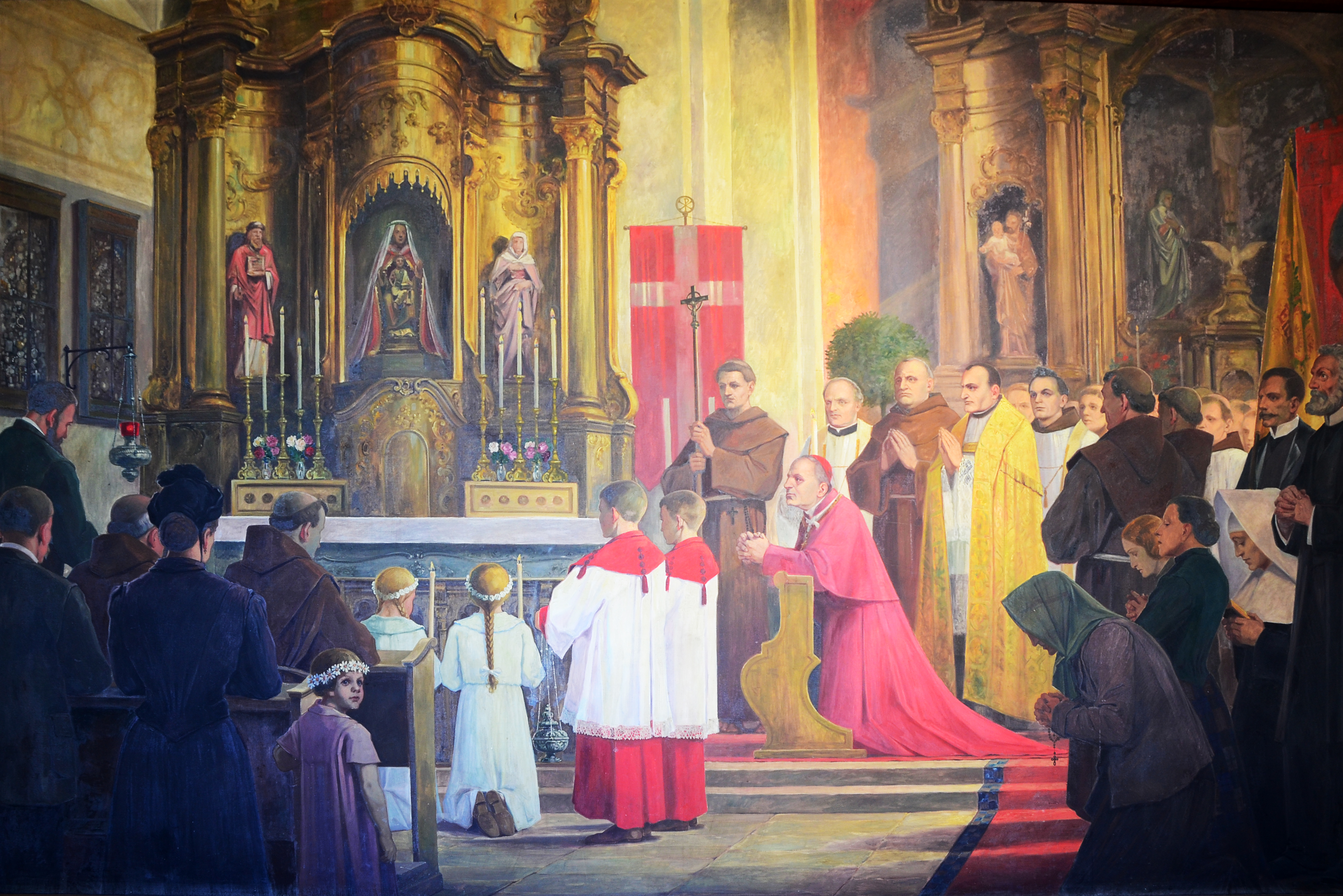
200 Jahre Wallfahrt nach Werl, 1861

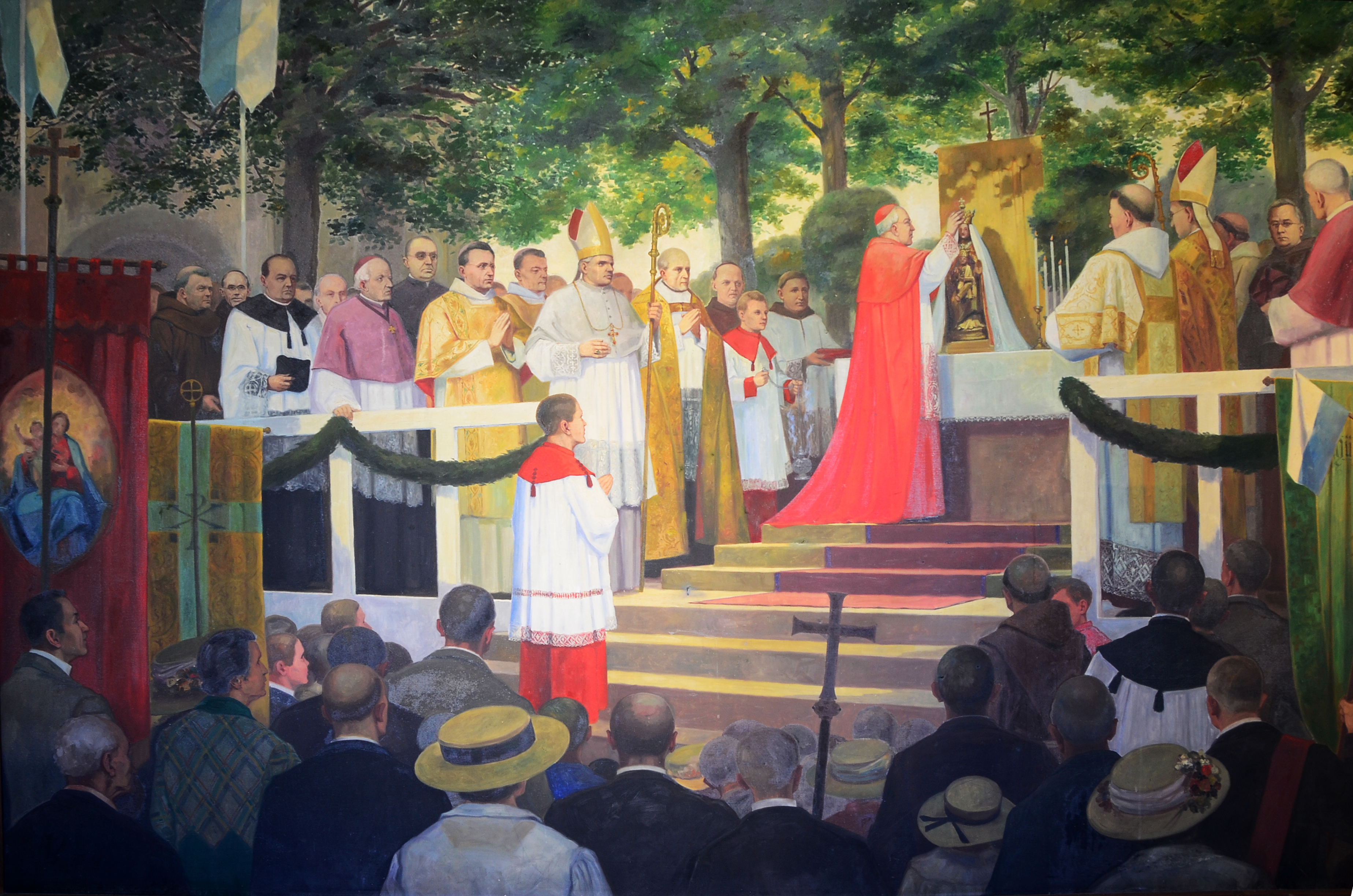
Gemälde, Krönung des Gnadenbildes (1911)

Seit 1444 hatten die Soester Bürger das Recht, ihren Holzbedarf im Arnsberger Wald (kurkölnisches Gebiet) zu decken. Die Jagd allerdings oblag nur dem Erzbischof von Köln. Trotzdem geschah durch die Soester Bürger ein Jagdfrevel; Erzbischof Maximilian Heinrich verbot als Strafe jegliche Holzabfuhr. Als weitere Buße schlug der Werler Bürgermeister Hermann Brandis dem Erzbischof vor, die Herausgabe des Gnadenbildes zu fordern und es den Werlern zu überlassen. Der Soester Magistrat hatte keine Einwände, und so wurde die Figur am 1. November 1661 dem Erzbischof auf seinem Werler Schloss übergeben. Eine andere Version der Geschichte besagt, dass die Kapuziner, denen die Madonna anvertraut wurde, diese von Soest abgeholt hätten.

## Marienverehrung
Ihren ersten Platz erhielt die Marienfigur hinter einem Gitter im Oratorium des Kapuzinerklosters, etwas später wurde sie in einem Tabernakel ausgestellt. Ab 1669 wurde sie in der eigens zur Marienverehrung gebauten Kapuzinerkirche verehrt. Das Gebäude wurde etwa 120 Jahre später zu klein für die Wallfahrer und auch baufällig. So wurde von 1786 bis 1789 eine neue Kirche mit einer prachtvollen barocken Ausstattung gebaut. Während der Säkularisation wurde 1834 das Kapuzinerkloster aufgelöst, und der Klerus der Pfarrkirche St. Walburga übernahm die Organisation der Wallfahrt. Die Kirche wurde in eine Simultankirche umgewandelt. Das führte zu Auseinandersetzungen zwischen beiden Glaubensgruppen. Die Protestanten bauten kurz darauf eine eigene Kirche, und so konnte das Gnadenbild verbleiben. Nach der neuen Verfassung von 1848 durften sich in Preußen wieder Orden niederlassen; so kamen auf Wunsch des Magistrats und der Werler Geistlichkeit Franziskaner und übernahmen das Kloster. Infolge des von Bismarck hervorgerufenen Kulturkampfes mussten die Franziskaner Werl 1875 verlassen und konnten, nach dem Scheitern der meisten kirchenfeindlichen Gesetze, 1887 wieder zurückkehren. In der Zwischenzeit kümmerte sich wieder die Pfarrgeistlichkeit um die Wallfahrt. Anlässlich des 150-jährigen Wallfahrtsjubiläums wurden Madonna und Kind gekrönt. Den Krönungsgottesdienst feierte am 13. August 1911 der Kölner Erzbischof Antonius Kardinal Fischer. Ebenfalls 1911 wurde die neu erbaute Wallfahrtskirche, die später zur Basilika erhoben wurde, vom Paderborner Bischof Karl Schulte konsekriert. In dieser Basilika stand das Gnadenbild seither an verschiedenen Plätzen. Ausdruck der Frömmigkeit und Dankbarkeit der Wallfahrer sind etliche Votivgaben, die zum Teil in der Kirche gezeigt werden. Höhepunkt der Marienverehrung war 1979; in diesem Jahr wurden 320.000 Pilger gezählt. Seitdem nimmt die Anzahl der Pilger stetig ab.

## Ansichten

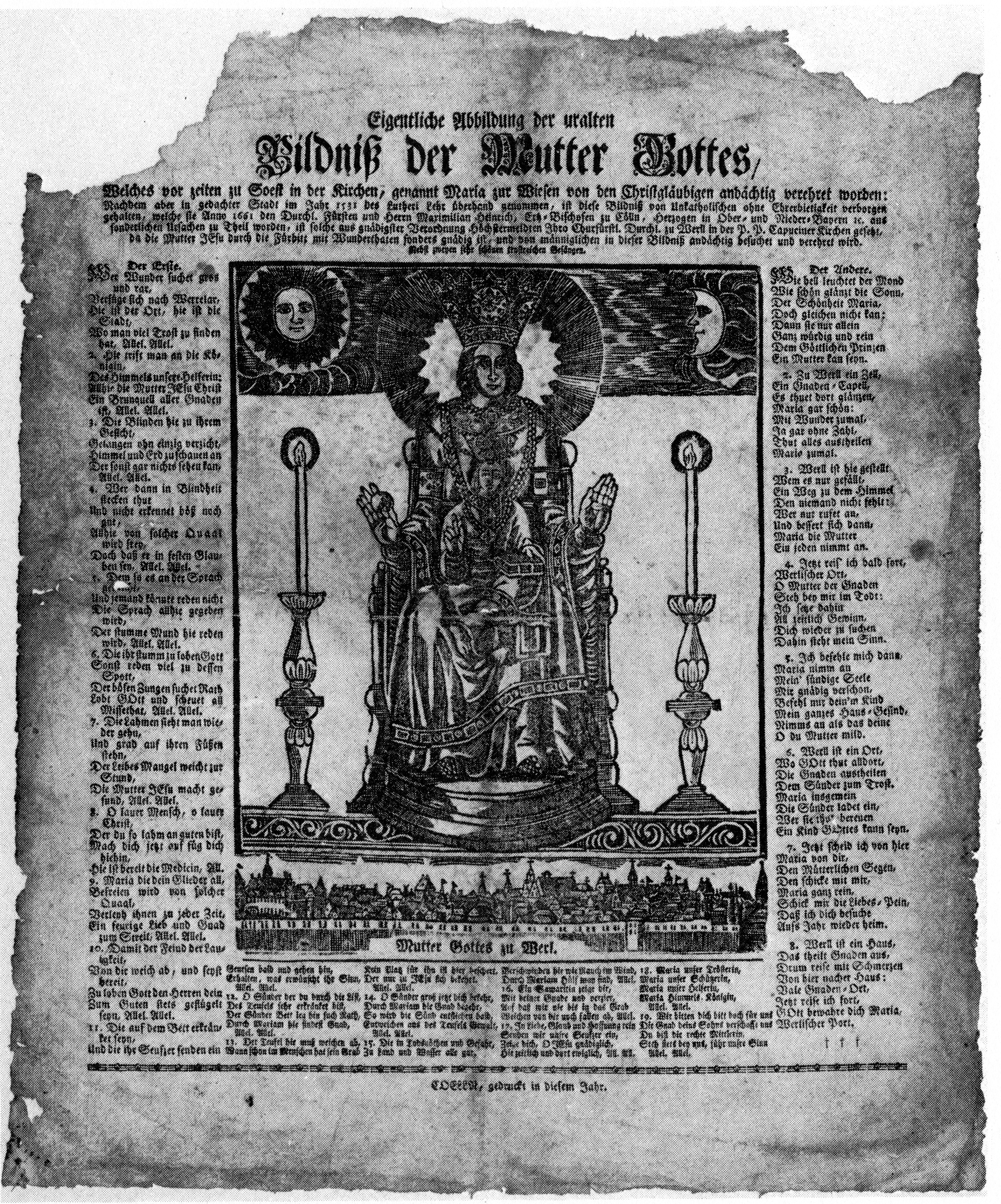
Ansicht von 1661
Ansicht von 1703
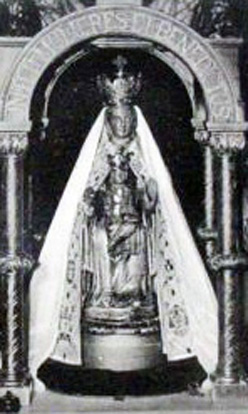
Darstellung von 1930, mit Mantel und Krone
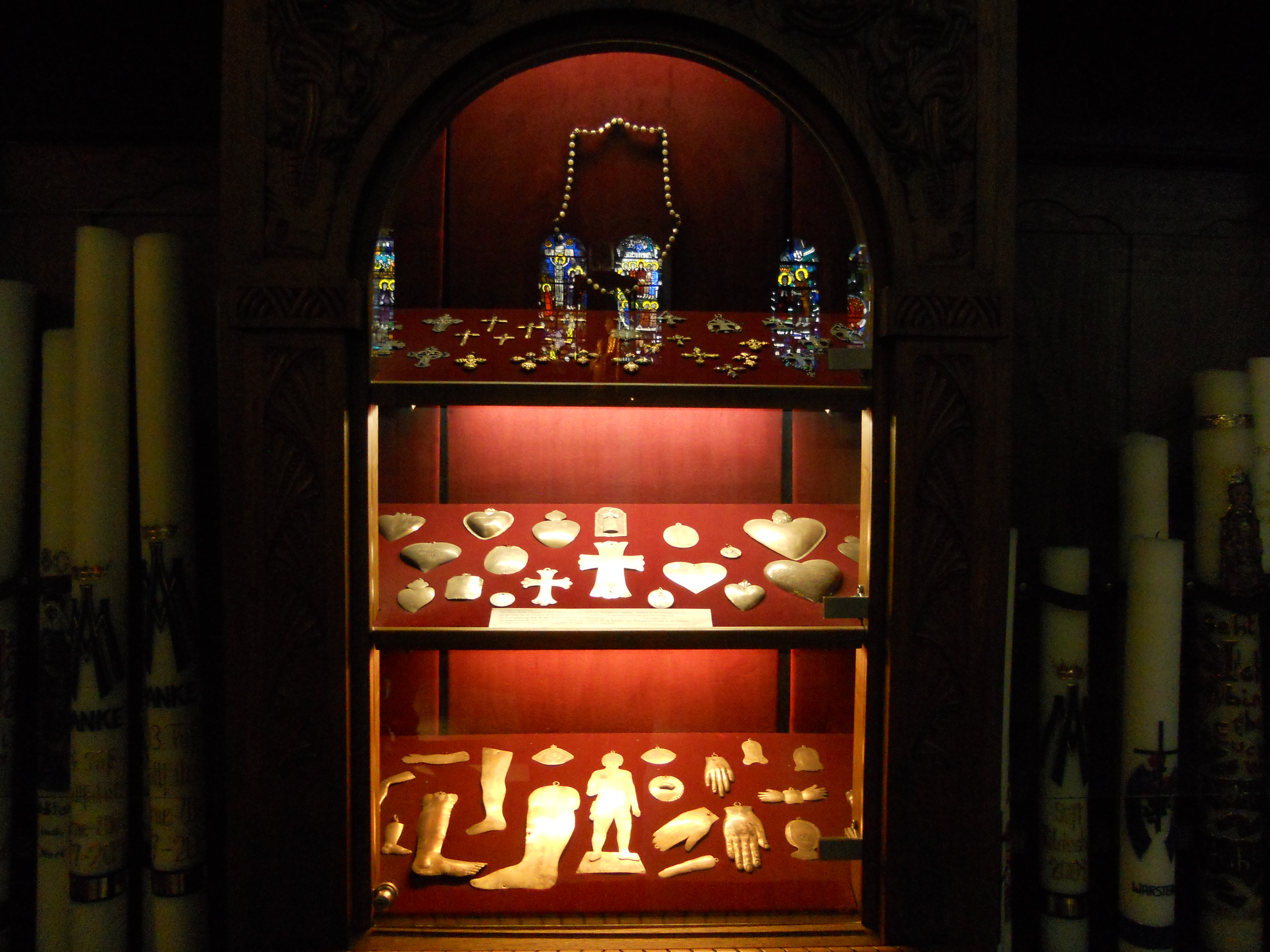
Votivgaben